# Elecciones municipales de Arequipa de 2022
Las elecciones municipales de Arequipa de 2022 se llevaron a cabo el 2 de octubre de 2022 para elegir al alcalde y al Concejo Provincial de Arequipa para el periodo 2023-2026. La elección se celebró simultáneamente con elecciones regionales y municipales (provinciales y distritales) en todo el Perú.
En su cuarto intento, Víctor Rivera Chávez (Juntos por el Desarrollo de Arequipa) resultó electo como alcalde provincial de Arequipa tras un conteo voto a voto con Luis Gamero Juárez (Yo Arequipa) en el que terminaron separados por alrededor de 3 mil votos, la segunda diferencia más cerrada de la historia, solo superada por el resultado de 2018. Arequipa Renace, otrora la principal fuerza política de la provincia, no presentó candidato y perdió la alcaldía tras 12 años en el poder.
Por otro lado, pese a ser la fuerza más votada, Juntos por el Desarrollo de Arequipa consiguió ganar solo 4 alcaldías distritales. Los movimientos con mejor performance electoral fueron el Movimiento Regional Arequipa Avancemos, que obtuvo el control de 8 comunas distritales; y Arequipa, Tradición y Futuro, que ganó el de 7. Acción Popular y Somos Perú fueron los únicos partidos nacionales que consiguieron ganar en algún distrito.

## Sistema electoral
La Municipalidad Provincial de Arequipa es el órgano administrativo y de gobierno de la provincia de Arequipa. Está compuesta por el alcalde y el Concejo Provincial.
La votación del alcalde y el concejo se realiza en base al sufragio universal, que comprende a todos los ciudadanos nacionales mayores de dieciocho años, empadronados y residentes en la provincia de Arequipa y en pleno goce de sus derechos políticos, así como a los ciudadanos no nacionales residentes y empadronados en la provincia de Arequipa. No hay reelección inmediata de alcaldes.
El Concejo Provincial de Arequipa está compuesto por 15 regidores elegidos por sufragio directo para un período de cuatro (4) años, en forma conjunta con la elección del alcalde (quien la preside). La votación es por lista cerrada y bloqueada. Se asigna a la lista ganadora los escaños según el método d'Hondt o la mitad más uno, lo que más le favorezca.

## Composición del Concejo Provincial de Arequipa
La siguiente tabla muestra la composición del Concejo Provincial de Arequipa antes de las elecciones.
| Partidos | Partidos                               | Regidores |
| -------- | -------------------------------------- | --------- |
|          | Arequipa Renace                        | 9         |
|          | Juntos por el Desarrollo de Arequipa   | 2         |
|          | Arequipa - Unidos por el Gran Cambio   | 2         |
|          | Fuerza Arequipeña                      | 1         |
|          | Movimiento Regional Arequipa Avancemos | 1         |

## Elecciones internas
Los partidos políticos realizaron la convocatoria a elecciones internas (15–22 de enero de 2022) para definir a los candidatos de sus organizaciones en listas cerradas y bloqueadas. Se sometieron a elección las candidaturas a:
- Alcaldía Provincial de Arequipa (1 candidatura).
- Concejo Provincial de Arequipa (15 candidaturas).
- Alcaldías distritales de Arequipa (28 candidaturas).
- Concejos distritales de Arequipa (188 candidaturas).

Existen dos modalidades para la organización de las elecciones internas:
- Modalidad de elección directa: con voto universal, libre, voluntario, igual, directo y secreto de los afiliados. Fue la modalidad utilizada por Juntos por el Desarrollo de Arequipa,[8] Movimiento Regional Arequipa Avancemos,[9] Alianza para el Progreso,[10] Acción Popular,[11] Somos Perú,[12] el Partido Morado.[13] y Movimiento Regional del Ajo - Arequipa con Justicia y Orden.[14] Las elecciones se realizaron el 15 de mayo de 2022.
- Modalidad de delegados: a través de delegados previamente elegidos mediante voto universal, libre, voluntario, igual, directo y secreto de los afiliados. Será la modalidad utilizada por Arequipa Renace,[15] Arequipa - Unidos por el Gran Cambio,[14] Fuerza Arequipeña,[16] Arequipa Transformación,[17] Frente Popular Agrícola del Perú,[14] Podemos Perú,[18] Arequipa, Tradición y Futuro,[19] Fuerza Popular,[20] Perú Libre,[21] Juntos por el Perú,[22] Avanza País,[23] Movimiento Regional Revalora,[24] Yo Arequipa[14] y Renovación Popular.[25] Las elecciones se realizaron el 22 de mayo de 2022.

## Partidos y candidatos
A continuación se muestra una lista de los principales partidos y alianzas electorales que participan en las elecciones:
| Candidatura | Candidatura | Partidos y alianzas                                 | Candidatos | Candidatos                       | Ideología                                                          | Resultado previo | Resultado previo | Ref.   |
| Candidatura | Candidatura | Partidos y alianzas                                 | Candidatos | Candidatos                       | Ideología                                                          | Votos (%)        | Reg.             | Ref.   |
| ----------- | ----------- | --------------------------------------------------- | ---------- | -------------------------------- | ------------------------------------------------------------------ | ---------------- | ---------------- | ------ |
|             | JDA         | Lista - Juntos por el Desarrollo de Arequipa (JDA)  |            | Víctor Rivera Chávez             | Regionalismo arequipeño                                            | 14.86%           | 2                | [ 26 ] |
|             | AUGC        | Lista - Arequipa - Unidos por el Gran Cambio (AUGC) |            | Roger Huerta Presbítero          | Regionalismo arequipeño                                            | 12.92%           | 2                | [ 27 ] |
|             | FA          | Lista - Fuerza Arequipeña (FA)                      |            | Gilmar Luna Boyer                | Regionalismo arequipeño                                            | 7.74%            | 1                | [ 28 ] |
|             | AA          | Lista - Movimiento Regional Arequipa Avancemos (AA) |            | Benigno Cornejo Valencia         | Regionalismo arequipeño                                            | 6.97%            | 1                | [ 26 ] |
|             | AT          | Lista - Arequipa Transformación (AT)                |            | Ricardo Ramírez del Villar Llosa | Regionalismo arequipeño                                            | 5.57%            | 0                | [ 26 ] |
|             | APP         | Lista - Alianza para el Progreso (APP)              |            | Luis Aguirre Chávez              | Liberalismo económico Conservadurismo liberal Populismo de derecha | 4.34%            | 0                | [ 26 ] |
|             | AP          | Lista - Acción Popular (AP)                         |            | Edwin Martínez Concha            | Partido atrapalotodo                                               | 3.98%            | 0                | [ 28 ] |
|             | SP          | Lista - Somos Perú (SP)                             |            | Guido del Carpio Rodríguez       | Democracia cristiana Conservadurismo social                        | 1.27%            | 0                | [ 26 ] |
|             | PP          | Lista - Podemos Perú (PP)                           |            | Isidro Flores Sosa               | Conservadurismo social Populismo Nacionalismo                      | 1.02%            | 0                | [ 28 ] |
|             | AvP         | Lista - Avanza País (AvP)                           |            | Sandro Castro Atao               | Conservadurismo liberal Liberalismo clásico                        | Nuevo            | Nuevo            | [ 28 ] |
|             | FP          | Lista - Fuerza Popular (FP)                         |            | Mauricio Arnillas González       | Fujimorismo Conservadurismo social Populismo de derecha            | Nuevo            | Nuevo            | [ 28 ] |
|             | PL          | Lista - Perú Libre (PL)                             |            | Karen Ricra Carrillo             | Socialismo del siglo XXI Marxismo-leninismo Mariateguismo          | Nuevo            | Nuevo            | [ 28 ] |
|             | JP          | Lista - Juntos por el Perú (JP)                     |            | Lizet Apaza Bejarano             | Socialismo democrático Progresismo                                 | Nuevo            | Nuevo            | [ 28 ] |
|             | PM          | Lista - Partido Morado (PM)                         |            | Gustavo Álvarez Begazo           | Centrismo Republicanismo Progresismo                               | Nuevo            | Nuevo            | [ 28 ] |
|             | ATF         | Lista - Arequipa, Tradición y Futuro (ATF)          |            | Justo Mayta Livisi               | Regionalismo arequipeño                                            | Nuevo            | Nuevo            | [ 26 ] |
|             | R           | Lista - Movimiento Regional Revalora (R)            |            | Percy Cornejo Barragán           | Regionalismo arequipeño                                            | Nuevo            | Nuevo            | [ 26 ] |
|             | Yo Arequipa | Lista - Yo Arequipa (Yo Arequipa)                   |            | Luis Gamero Juárez               | Regionalismo arequipeño                                            | Nuevo            | Nuevo            | [ 28 ] |

## Campaña

### Debates electorales
| Fecha | Organizador | Sede | Moderador/a/es | P Presente S Sustituto A Ausente NI No invitado | P Presente S Sustituto A Ausente NI No invitado | P Presente S Sustituto A Ausente NI No invitado | P Presente S Sustituto A Ausente NI No invitado | Ref. |          |          |           |         |  |
| ----- | ----------- | ---- | -------------- | ----------------------------------------------- | ----------------------------------------------- | ----------------------------------------------- | ----------------------------------------------- | ---- | -------- | -------- | --------- | ------- |  |
| Fecha | Organizador | Sede | Moderador/a/es | 11 de agosto                                    | Radio Exitosa                                   | Radio Exitosa (Arequipa, Arequipa)              |                                                 | Ref. | P Rivera | P Huerta | P Aguirre | P Mayta |  |

## Sondeos de opinión
Las siguientes tablas enumeran las estimaciones de la intención de voto en orden cronológico inverso, mostrando las más recientes primero y utilizando las fechas en las que se realizó el trabajo de campo de la encuesta. Cuando se desconocen las fechas del trabajo de campo, se proporciona la fecha de publicación.
Leyenda:
     Sondeo realizado en el periodo de prohibición legal de la difusión de sondeos de intención de voto.

### Intención de voto
La siguiente tabla enumera las estimaciones ponderadas (sin incluir votos en blanco y nulos) de la intención de voto.
|                                |                   |      |      |      |      |      |      |      |      |      |      |  |  |  |  |  |  |
| Elecciones municipales de 2022 | 2 oct 2022        | —    | 15.8 | 15.4 | 15.3 | 13.1 | 12.0 | 8.2  | 3.3  | 3.2  | 0.4  |  |  |  |  |  |  |
|                                |                   |      |      |      |      |      |      |      |      |      |      |  |  |  |  |  |  |
| Ipsos Perú/América             | 2 oct 2022        | ?    | 15.9 | 14.2 | 14.4 | 13.5 | 13.8 | –    | –    | –    | 1.5  |  |  |  |  |  |  |
| Ipsos Perú/América             | 2 oct 2022        | ?    | 14.1 | 14.9 | 14.6 | 14.2 | –    | –    | –    | –    | 0.3  |  |  |  |  |  |  |
| Radio Yavarí                   | 2 oct 2022        | 4092 | 16.3 | 17.4 | 14.1 | 16.0 | 10.2 | –    | –    | –    | 1.1  |  |  |  |  |  |  |
| R&L Asociados/Viral            | 23–24 sep 2022    | 1000 | 17.7 | 10.5 | 16.3 | 8.3  | –    | 12.7 | –    | 12.1 | 1.4  |  |  |  |  |  |  |
| CMI/Sin Fronteras              | 23–24 sep 2022    | 511  | 28.1 | 9.3  | –    | 9.8  | –    | 15.1 | 7.3  | 9.4  | 13.0 |  |  |  |  |  |  |
| Radio Yaraví                   | 18 sep 2022       | ?    | 21.1 | 6.6  | 24.2 | 19.1 | 0.8  | 9.8  | 2.7  | 5.1  | 3.1  |  |  |  |  |  |  |
| Cpemcep                        | 17–18 sep 2022    | 1790 | 17.0 | 3.5  | 17.7 | 12.0 | –    | 7.2  | 12.0 | 4.0  | 0.7  |  |  |  |  |  |  |
| Grupo Ricuy                    | 17–18 sep 2022    | 1535 | 19.4 | 11.5 | 24.1 | 17.7 | –    | 10.0 | 7.3  | 5.2  | 4.7  |  |  |  |  |  |  |
| iConn Perú                     | 12–13 sep 2022    | 567  | 21.8 | –    | 22.8 | 15.1 | –    | 4.4  | 17.1 | –    | 1.0  |  |  |  |  |  |  |
| Diario Viral                   | 9–10 sep 2022     | 1400 | 17.2 | 8.7  | 13.5 | 12.4 | –    | 14.1 | –    | 13.3 | 3.1  |  |  |  |  |  |  |
| Datum Internacional/CCIA       | 3–8 sep 2022      | 406  | 22.4 | 14.3 | 18.4 | 9.2  | 1.7  | 10.9 | 6.5  | 3.4  | 4.0  |  |  |  |  |  |  |
| CMI/Sin Fronteras              | 3–4 sep 2022      | 511  | 21.5 | –    | –    | 9.2  | –    | 14.8 | 7.0  | 13.4 | 6.7  |  |  |  |  |  |  |
| Diario Viral                   | 2–3 sep 2022      | 1400 | 17.1 | 9.0  | 10.4 | 12.4 | –    | 15.0 | –    | 14.3 | 2.1  |  |  |  |  |  |  |
| Cpemcep                        | 1 sep 2022        | 1790 | 17.5 | 1.2  | 17.9 | 13.0 | 5.1  | 8.2  | 12.5 | 9.0  | 0.4  |  |  |  |  |  |  |
| R&L Asociados/Viral            | 26–27 ago 2022    | 1200 | 19.0 | 11.0 | 10.5 | 10.2 | –    | 16.7 | –    | 12.0 | 2.3  |  |  |  |  |  |  |
| Diario Viral                   | 13–14 ago 2022    | 1400 | 19.5 | 10.5 | 13.6 | 8.6  | 5.8  | 16.3 | –    | 11.0 | 3.2  |  |  |  |  |  |  |
| Opinión & Punto                | 11–13 ago 2022    | 1500 | 22.1 | –    | 21.6 | 24.4 | –    | 15.3 | 10.7 | –    | 2.3  |  |  |  |  |  |  |
| CMI/Sin Fronteras              | 6–7 ago 2022      | 511  | 27.8 | –    | 9.8  | 24.5 | –    | –    | –    | 17.9 | 3.4  |  |  |  |  |  |  |
| Cpemcep                        | 3–4 ago 2022      | 1790 | 18.4 | 1.3  | 16.4 | 12.1 | 3.4  | 14.1 | –    | 9.4  | 2.0  |  |  |  |  |  |  |
| R&L Asociados/Viral            | 1–2 ago 2022      | 1200 | 20.4 | 8.7  | 13.6 | 7.5  | 4.2  | 16.2 | –    | 11.7 | 4.2  |  |  |  |  |  |  |
| Diario Viral                   | 21–22 jul 2022    | 1200 | 18.5 | –    | 14.7 | 9.1  | –    | 15.1 | –    | 12.6 | 3.4  |  |  |  |  |  |  |
| Diario Viral                   | 14–15 jul 2022    | 1400 | 19.2 | 8.1  | 15.2 | 7.1  | 6.3  | 14.5 | –    | 11.1 | 4.0  |  |  |  |  |  |  |
| Cpemcep                        | 2–3 jul 2022      | 1790 | 16.2 | 1.6  | 15.2 | 15.6 | 3.2  | 12.0 | –    | 14.2 | 0.6  |  |  |  |  |  |  |
| CMI/Sin Fronteras              | 2–3 jul 2022      | 511  | 31.7 | –    | 12.0 | 24.0 | –    | –    | –    | 12.2 | 7.7  |  |  |  |  |  |  |
| R&L Asociados/Viral            | 30 jun–1 jul 2022 | 1200 | 23.5 | 7.5  | 15.8 | 7.1  | 4.6  | 9.5  | –    | 10.2 | 7.7  |  |  |  |  |  |  |
| Diario Viral                   | 23–24 jun 2022    | 700  | 26.9 | 6.5  | 16.9 | 8.6  | –    | 11.0 | –    | 7.1  | 10.0 |  |  |  |  |  |  |
| Cpemcep                        | 1–2 jun 2022      | 1790 | 16.7 | 1.9  | 11.2 | 14.0 | 4.2  | 15.7 | –    | 16.0 | 0.7  |  |  |  |  |  |  |
| Cpemcep                        | 30 abr–1 may 2022 | 1790 | 19.5 | 3.6  | 10.5 | 14.0 | 4.2  | 10.2 | –    | 16.7 | 2.8  |  |  |  |  |  |  |
| CMI                            | 30 abr–1 may 2022 | 511  | 27.5 | 24.6 | –    | 21.1 | –    | –    | –    | –    | 2.9  |  |  |  |  |  |  |
| Cpemcep                        | 2–3 abr 2022      | 1260 | 21.2 | –    | 13.0 | 13.2 | 4.3  | 14.2 | –    | 13.8 | 7.0  |  |  |  |  |  |  |
| Cpemcep                        | 28 feb–1 mar 2022 | 1260 | 22.3 | –    | 13.3 | 12.1 | 4.3  | 8.5  | –    | 13.9 | 9.0  |  |  |  |  |  |  |
| CMI/CNT Noticias               | 19–20 feb 2022    | 511  | 36.1 | –    | 21.2 | 26.3 | –    | –    | –    | –    | 9.8  |  |  |  |  |  |  |
| Cpemcep                        | 1–2 feb 2022      | 1260 | 18.7 | –    | 14.1 | 12.7 | –    | 8.2  | –    | 13.2 | 4.6  |  |  |  |  |  |  |
| Cpemcep                        | 29–30 dic 2021    | 1050 | 18.5 | –    | 13.5 | 15.9 | 3.4  | 9.4  | –    | 12.0 | 2.6  |  |  |  |  |  |  |
| Cpemcep                        | 29–30 nov 2021    | 1150 | 20.0 | –    | 18.3 | 15.6 | –    | 7.2  | –    | 9.8  | 1.7  |  |  |  |  |  |  |
| CMI/CNT Noticias               | 6–7 nov 2021      | 511  | 33.2 | –    | 25.2 | 19.9 | –    | 1.9  | –    | 5.3  | 8.0  |  |  |  |  |  |  |
| Cpemcep                        | 31 oct–1 nov 2021 | 1260 | 20.6 | –    | 15.4 | 8.6  | –    | 19.9 | –    | 10.8 | 0.7  |  |  |  |  |  |  |
| Cpemcep                        | 4–5 oct 2021      | 1260 | 20.7 | –    | 19.7 | 16.0 | 4.6  | 5.3  | –    | 12.6 | 1.0  |  |  |  |  |  |  |
| CMI/CNT Noticias               | 1–3 oct 2021      | 511  | 20.8 | –    | 18.3 | 13.7 | –    | 3.6  | –    | 12.8 | 2.5  |  |  |  |  |  |  |
| CMI                            | 27–28 ago 2021    | 511  | 17.5 | –    | 15.6 | –    | –    | 9.9  | –    | –    | 1.9  |  |  |  |  |  |  |
| Cpemcep                        | 19–20 ago 2021    | 700  | 19.1 | –    | 17.3 | –    | –    | 6.3  | –    | –    | 1.8  |  |  |  |  |  |  |

### Preferencias de voto
La siguiente tabla enumera las preferencias de voto en bruto (incluyendo blancos, viciados y sin respuesta) y no ponderadas.
|                                |                   |      |      |      |      |      |      |      |      |      |      |      |      |  |  |  |  |  |  |
| Elecciones municipales de 2022 | 2 oct 2022        | —    | 13.3 | 12.9 | 12.9 | 11.0 | 10.1 | 6.9  | 2.8  | 2.7  | 15.8 | –    | 0.4  |  |  |  |  |  |  |
|                                |                   |      |      |      |      |      |      |      |      |      |      |      |      |  |  |  |  |  |  |
| R&L Asociados/Viral            | 23–24 sep 2022    | 1000 | 15.6 | 9.3  | 14.4 | 7.3  | –    | 11.2 | –    | 10.7 | –    | 11.8 | 1.2  |  |  |  |  |  |  |
| CMI/Sin Fronteras              | 23–24 sep 2022    | 511  | 23.5 | –    | 7.8  | 8.2  | –    | 12.6 | 6.1  | 7.9  | –    | 16.3 | 10.9 |  |  |  |  |  |  |
| Radio Yaraví                   | 18 sep 2022       | ?    | 8.3  | 3.8  | 9.5  | 7.5  | 0.3  | 2.6  | 1.1  | 2.0  | 23.6 | 37.2 | 1.2  |  |  |  |  |  |  |
| Cpemcep                        | 17–18 sep 2022    | 1790 | 12.2 | 2.5  | 12.6 | 8.6  | –    | 5.1  | 8.6  | 2.9  | –    | 28.7 | 0.4  |  |  |  |  |  |  |
| Grupo Ricuy                    | 17–18 sep 2022    | 1535 | 14.7 | 8.7  | 18.2 | 13.3 | –    | 7.6  | 5.5  | 3.9  | –    | 24.7 | 3.5  |  |  |  |  |  |  |
| iConn Perú                     | 12–13 sep 2022    | 567  | 15.5 | –    | 16.2 | 10.8 | –    | 3.2  | 12.2 | –    | –    | 28.8 | 0.7  |  |  |  |  |  |  |
| Diario Viral                   | 9–10 sep 2022     | 1400 | 15.4 | 7.8  | 12.1 | 11.1 | –    | 12.6 | 6.4  | 11.9 | –    | 10.4 | 2.8  |  |  |  |  |  |  |
| Datum Internacional/CCIA       | 3–8 sep 2022      | 406  | 16.3 | 10.3 | 13.3 | 6.7  | 1.2  | 7.9  | 4.7  | 2.5  | 27.1 | –    | 3.0  |  |  |  |  |  |  |
| Datum Internacional/CCIA       | 3–8 sep 2022      | 406  | 23.2 | 3.2  | 11.2 | 9.1  | 2.0  | 6.4  | 3.4  | 1.7  | 13.8 | 13.8 | 12.0 |  |  |  |  |  |  |
| CMI/Sin Fronteras              | 3–4 sep 2022      | 511  | 15.7 | –    | –    | 6.7  | –    | 10.8 | 5.1  | 9.8  | 27.0 | –    | 4.9  |  |  |  |  |  |  |
| Diario Viral                   | 2–3 sep 2022      | 1400 | 14.1 | 7.4  | 8.6  | 10.2 | –    | 12.4 | 6.2  | 11.8 | –    | 17.5 | 1.7  |  |  |  |  |  |  |
| Cpemcep                        | 1 sep 2022        | 1790 | 11.8 | 0.8  | 12.1 | 8.8  | 3.4  | 5.6  | 8.5  | 6.1  | –    | 32.4 | 0.3  |  |  |  |  |  |  |
| R&L Asociados/Viral            | 26–27 ago 2022    | 1200 | 14.7 | 8.5  | 8.1  | 7.9  | –    | 12.9 | –    | 9.3  | –    | 22.6 | 1.8  |  |  |  |  |  |  |
| Diario Viral                   | 13–14 ago 2022    | 1400 | 13.8 | 7.4  | 9.6  | 6.1  | 4.1  | 11.5 | –    | 7.8  | –    | 29.3 | 2.3  |  |  |  |  |  |  |
| Opinión & Punto                | 11–13 ago 2022    | 1500 | 9.7  | –    | 9.5  | 10.7 | –    | 6.7  | –    | –    | –    | 56.1 | 1.0  |  |  |  |  |  |  |
| CMI/Sin Fronteras              | 6–7 ago 2022      | 511  | 15.7 | –    | 5.5  | 13.8 | –    | –    | –    | 10.1 | –    | 43.6 | 1.9  |  |  |  |  |  |  |
| Cpemcep                        | 3–4 ago 2022      | 1790 | 12.2 | 0.9  | 10.8 | 8.0  | 2.3  | 9.3  | –    | 6.2  | –    | 33.8 | 1.4  |  |  |  |  |  |  |
| R&L Asociados/Viral            | 1–2 ago 2022      | 1200 | 14.1 | 6.0  | 9.4  | 5.2  | 2.9  | 11.2 | –    | 8.1  | –    | 30.8 | 2.9  |  |  |  |  |  |  |
| Diario Viral                   | 21–22 jul 2022    | 1200 | 11.4 | –    | 9.1  | 5.6  | –    | 9.3  | –    | 7.8  | –    | 38.3 | 2.1  |  |  |  |  |  |  |
| Diario Viral                   | 14–15 jul 2022    | 1400 | 11.6 | 4.9  | 9.2  | 4.3  | 3.8  | 8.8  | –    | 6.7  | –    | 39.5 | 2.4  |  |  |  |  |  |  |
| Cpemcep                        | 2–3 jul 2022      | 1790 | 10.7 | 1.1  | 10.0 | 10.3 | 2.1  | 7.9  | –    | 9.4  | –    | 34.0 | 0.4  |  |  |  |  |  |  |
| CMI/Sin Fronteras              | 2–3 jul 2022      | 511  | 15.9 | –    | 6.0  | 12.0 | –    | –    | –    | 6.1  | –    | 49.9 | 3.9  |  |  |  |  |  |  |
| R&L Asociados/Viral            | 30 jun–1 jul 2022 | 1200 | 12.9 | 4.1  | 8.7  | 3.9  | 2.5  | 5.2  | –    | 5.6  | –    | 45.1 | 4.2  |  |  |  |  |  |  |
| Diario Viral                   | 23–24 jun 2022    | 700  | 13.2 | 3.2  | 8.3  | 4.2  | –    | 5.4  | –    | 3.5  | –    | 50.9 | 4.9  |  |  |  |  |  |  |
| Cpemcep                        | 1–2 jun 2022      | 1790 | 10.6 | 1.2  | 7.1  | 8.9  | 2.7  | 10.0 | –    | 10.1 | –    | 36.5 | 0.5  |  |  |  |  |  |  |
| Cpemcep                        | 30 abr–1 may 2022 | 1790 | 12.0 | 2.2  | 6.5  | 8.6  | 2.6  | 6.3  | –    | 10.3 | –    | 38.6 | 1.7  |  |  |  |  |  |  |
| CMI                            | 30 abr–1 may 2022 | 511  | 15.1 | –    | 13.5 | 11.6 | –    | –    | –    | –    | –    | 45.1 | 1.6  |  |  |  |  |  |  |
| Cpemcep                        | 2–3 abr 2022      | 1260 | 13.9 | –    | 8.5  | 8.6  | 2.8  | 9.3  | –    | 9.1  | –    | 34.6 | 4.6  |  |  |  |  |  |  |
| Cpemcep                        | 28 feb–1 mar 2022 | 1260 | 12.8 | –    | 7.7  | 7.0  | 2.5  | 4.9  | –    | 8.0  | –    | 42.5 | 3.2  |  |  |  |  |  |  |
| CMI/CNT Noticias               | 19–20 feb 2022    | 511  | 14.1 | –    | 8.3  | 10.3 | –    | –    | –    | –    | –    | 60.9 | 3.8  |  |  |  |  |  |  |
| Cpemcep                        | 1–2 feb 2022      | 1260 | 11.8 | –    | 8.9  | 8.0  | –    | 5.2  | –    | 8.4  | –    | 37.0 | 1.6  |  |  |  |  |  |  |
| Cpemcep                        | 29–30 dic 2021    | 1050 | 11.6 | –    | 8.5  | 10.0 | 2.2  | 6.0  | –    | 7.6  | –    | 37.0 | 1.6  |  |  |  |  |  |  |
| Cpemcep                        | 29–30 nov 2021    | 1150 | 12.7 | –    | 11.6 | 9.9  | –    | 4.6  | –    | 6.2  | –    | 36.6 | 1.1  |  |  |  |  |  |  |
| CMI/CNT Noticias               | 6–7 nov 2021      | 511  | 12.0 | –    | 9.1  | 7.2  | –    | 0.7  | –    | 1.9  | –    | 63.9 | 2.9  |  |  |  |  |  |  |
| Cpemcep                        | 31 oct–1 nov 2021 | 1260 | 13.0 | –    | 12.6 | 9.7  | –    | 5.4  | –    | 6.8  | –    | 36.8 | 0.4  |  |  |  |  |  |  |
| Cpemcep                        | 4–5 oct 2021      | 1260 | 13.5 | –    | 12.8 | 10.4 | 3.0  | 3.5  | –    | 8.2  | –    | 34.9 | 0.7  |  |  |  |  |  |  |
| CMI/CNT Noticias               | 1–3 oct 2021      | 511  | 11.5 | –    | 10.1 | 7.6  | –    | 2.0  | –    | 7.1  | –    | 44.7 | 1.4  |  |  |  |  |  |  |
| CMI                            | 27–28 ago 2021    | 511  | 7.3  | –    | 6.5  | –    | –    | 4.1  | –    | –    | –    | 58.4 | 0.8  |  |  |  |  |  |  |
| Cpemcep                        | 19–20 ago 2021    | 700  | 10.5 | –    | 9.6  | –    | –    | 3.5  | –    | –    | –    | 44.9 | 0.9  |  |  |  |  |  |  |

## Resultados

### Sumario general
|                        |                                             |              |              |              |           |           |
| Partidos y coaliciones | Partidos y coaliciones                      | Voto popular | Voto popular | Voto popular | Regidores | Regidores |
| Partidos y coaliciones | Partidos y coaliciones                      | Votos        | %            | +/−          | Total     | +/−       |
|                        | Juntos por el Desarrollo de Arequipa (JDA)  | 99,002       | 15.84        | +0.98        | 9         | +7        |
|                        | Yo Arequipa (Yo Arequipa)                   | 96,086       | 15.37        | Nuevo        | 2         | +2        |
|                        | Movimiento Regional Arequipa Avancemos (AA) | 95,596       | 15.29        | +8.32        | 1         | ±0        |
|                        | Arequipa, Tradición y Futuro (ATF)          | 81,997       | 13.12        | n/a          | 1         | +1        |
|                        | Arequipa Transformación (AT)                | 75,006       | 12.00        | +6.43        | 1         | +1        |
|                        | Fuerza Arequipeña (FA)                      | 51,494       | 8.24         | +0.50        | 1         | ±0        |
|                        | Arequipa - Unidos por el Gran Cambio (AUGC) | 20,813       | 3.33         | –9.59        | 0         | –2        |
|                        | Alianza para el Progreso (APP)              | 19,906       | 3.18         | –1.16        | 0         | ±0        |
|                        | Perú Libre (PL)                             | 19,673       | 3.15         | Nuevo        | 0         | ±0        |
|                        | Movimiento Regional Revalora (R)            | 15,624       | 2.50         | Nuevo        | 0         | ±0        |
|                        | Avanza País (AvP)                           | 11,840       | 1.89         | Nuevo        | 0         | ±0        |
|                        | Juntos por el Perú (JP)                     | 8,860        | 1.42         | Nuevo        | 0         | ±0        |
|                        | Fuerza Popular (FP)                         | 8,411        | 1.35         | n/a          | 0         | ±0        |
|                        | Somos Perú (SP)                             | 7,356        | 1.18         | –0.09        | 0         | ±0        |
|                        | Acción Popular (AP)                         | 6,848        | 1.10         | –2.88        | 0         | ±0        |
|                        | Partido Morado (PM)                         | 4,039        | 0.65         | Nuevo        | 0         | ±0        |
|                        | Podemos Perú (PP)                           | 2,480        | 0.40         | –0.62        | 0         | ±0        |
|                        |                                             |              |              |              |           |           |
| Total                  | Total                                       | 625,031      |              |              | 15        | ±0        |
|                        |                                             |              |              |              |           |           |
| Votos válidos          | Votos válidos                               | 625,031      | 84.16        | +7.48        |           |           |
| Votos en blanco        | Votos en blanco                             | 45,694       | 6.15         | –1.48        |           |           |
| Votos nulos            | Votos nulos                                 | 71,911       | 9.68         | –6.01        |           |           |
| Votos emitidos         | Votos emitidos                              | 742,636      | 81.64        | –2.68        |           |           |
| Abstenciones           | Abstenciones                                | 166,958      | 18.36        | +2.68        |           |           |
| Votantes registrados   | Votantes registrados                        | 909,594      |              |              |           |           |
|                        |                                             |              |              |              |           |           |
| Fuente:                |                                             |              |              |              |           |           |

### Concejo Provincial de Arequipa
| Cargo                           | Autoridad electa         | Partido político | Partido político                       |
| ------------------------------- | ------------------------ | ---------------- | -------------------------------------- |
| Alcalde Provincial de Arequipa  | Víctor Hugo Rivera       |                  | Juntos por el Desarrollo de Arequipa   |
| Regidora Provincial de Arequipa | Ruccy Oscco Polar        |                  | Juntos por el Desarrollo de Arequipa   |
| Regidor Provincial de Arequipa  | Rolando Bedregal Sanz    |                  | Juntos por el Desarrollo de Arequipa   |
| Regidora Provincial de Arequipa | Susana Condori Huamaní   |                  | Juntos por el Desarrollo de Arequipa   |
| Regidora Provincial de Arequipa | Rocío Mango Chipana      |                  | Juntos por el Desarrollo de Arequipa   |
| Regidor Provincial de Arequipa  | Michael Arce Ale         |                  | Juntos por el Desarrollo de Arequipa   |
| Regidora Provincial de Arequipa | Cleopatra Chávez Menacho |                  | Juntos por el Desarrollo de Arequipa   |
| Regidora Provincial de Arequipa | Carmen Zamata Leo        |                  | Juntos por el Desarrollo de Arequipa   |
| Regidor Provincial de Arequipa  | Emilio Herrera Cornejo   |                  | Juntos por el Desarrollo de Arequipa   |
| Regidora Provincial de Arequipa | Diana Caracela Ramos     |                  | Juntos por el Desarrollo de Arequipa   |
| Regidor Provincial de Arequipa  | José Suárez Llerena      |                  | Yo Arequipa                            |
| Regidora Provincial de Arequipa | Patricia Hidalgo Mamani  |                  | Yo Arequipa                            |
| Regidora Provincial de Arequipa | Ingrid Carpio Pérez      |                  | Movimiento Regional Arequipa Avancemos |
| Regidora Provincial de Arequipa | Mayra Sumari Laura       |                  | Arequipa, Tradición y Futuro           |
| Regidora Provincial de Arequipa | Yolanda Lozada Stambury  |                  | Arequipa Transformación                |
| Regidor Provincial de Arequipa  | Ezequiel Medina Lazo     |                  | Fuerza Arequipeña                      |

## Elecciones municipales distritales

### Sumario general
| Partidos y coaliciones                                                                          | Partidos y coaliciones                      | Voto popular | Voto popular | Voto popular | Alcaldías | Alcaldías |
| Partidos y coaliciones                                                                          | Partidos y coaliciones                      | Votos        | %            | +/−          | Total     | +/−       |
| ----------------------------------------------------------------------------------------------- | ------------------------------------------- | ------------ | ------------ | ------------ | --------- | --------- |
|                                                                                                 | Juntos por el Desarrollo de Arequipa (JDA)  | 100,392      | 17.24        | +2.51        | 4         | –1        |
|                                                                                                 | Movimiento Regional Arequipa Avancemos (AA) | 92,491       | 15.89        | +3.38        | 8         | +5        |
|                                                                                                 | Arequipa, Tradición y Futuro (ATF)          | 89,618       | 15.39        | n/a          | 7         | +7        |
|                                                                                                 | Yo Arequipa (Yo Arequipa)                   | 69,920       | 12.01        | Nuevo        | 2         | +2        |
|                                                                                                 | Fuerza Arequipeña (FA)                      | 45,351       | 7.79         | –0.86        | 2         | –2        |
|                                                                                                 | Arequipa Transformación (AT)                | 33,171       | 5.70         | –1.02        | 1         | –1        |
|                                                                                                 | Alianza para el Progreso (APP)              | 29,896       | 5.13         | –1.29        | 0         | –5        |
|                                                                                                 | Arequipa - Unidos por el Gran Cambio (AUGC) | 18,666       | 3.21         | –3.57        | 0         | –1        |
|                                                                                                 | Arequipa Renace (AR)                        | 17,236       | 2.96         | –11.80       | 2         | –3        |
|                                                                                                 | Perú Libre (PL)1                            | 17,066       | 2.93         | +2.00        | 0         | ±0        |
|                                                                                                 | Movimiento Regional Revalora (R)            | 14,310       | 2.46         | Nuevo        | 0         | ±0        |
|                                                                                                 | Avanza País (AvP)                           | 12,736       | 2.19         | +2.17        | 0         | ±0        |
|                                                                                                 | Somos Perú (SP)                             | 10,109       | 1.74         | –0.62        | 1         | +1        |
|                                                                                                 | Acción Popular (AP)                         | 9,134        | 1.57         | –3.32        | 1         | –1        |
|                                                                                                 | Juntos por el Perú (JP)                     | 8,259        | 1.42         | Nuevo        | 0         | ±0        |
|                                                                                                 | Frente de la Esperanza (FE)                 | 4,858        | 0.83         | Nuevo        | 0         | ±0        |
|                                                                                                 | Renovación Popular (RP)                     | 3,868        | 0.66         | Nuevo        | 0         | ±0        |
|                                                                                                 | Partido Morado (PM)                         | 2,445        | 0.42         | Nuevo        | 0         | ±0        |
|                                                                                                 | Podemos Perú (PP)                           | 1,966        | 0.34         | –1.04        | 0         | ±0        |
|                                                                                                 | Fuerza Popular (FP)                         | 713          | 0.12         | n/a          | 0         | ±0        |
|                                                                                                 |                                             |              |              |              |           |           |
| Total                                                                                           | Total                                       | 582,205      |              |              | 28        | ±0        |
|                                                                                                 |                                             |              |              |              |           |           |
| Votos válidos                                                                                   | Votos válidos                               | 582,205      | 84.83        | +7.04        |           |           |
| Votos en blanco                                                                                 | Votos en blanco                             | 45,241       | 6.59         | –2.13        |           |           |
| Votos nulos                                                                                     | Votos nulos                                 | 58,913       | 8.58         | –3.92        |           |           |
| Votos emitidos                                                                                  | Votos emitidos                              | 686,359      | 82.15        | –2.61        |           |           |
| Abstenciones                                                                                    | Abstenciones                                | 149,103      | 17.85        | +2.61        |           |           |
| Votantes registrados                                                                            | Votantes registrados                        | 835,462      |              |              |           |           |
|                                                                                                 |                                             |              |              |              |           |           |
| Fuente:                                                                                         |                                             |              |              |              |           |           |
| Notas al pie: 1 Comparado con los resultados de Perú Libertario (PL) en las elecciones de 2018. |                                             |              |              |              |           |           |
| Notas al pie:                                                                                   |                                             |              |              |              |           |           |
| 1 Comparado con los resultados de Perú Libertario (PL) en las elecciones de 2018.               |                                             |              |              |              |           |           |

### Resultados por distrito
La siguiente tabla enumera el control de los distritos de la provincia de Arequipa. El cambio de mando de una organización política se resalta del color de ese partido.
| Distrito                      | Alcalde(sa) titular      | Partido político | Partido político                     | Alcalde(sa) electo(a)     | Partido político | Partido político                     |
| ----------------------------- | ------------------------ | ---------------- | ------------------------------------ | ------------------------- | ---------------- | ------------------------------------ |
| Alto Selva Alegre             | Samuel Tarqui Mamani     |                  | Arequipa Avancemos                   | Alfredo Benavente Godoy   |                  | Juntos por el Desarrollo de Arequipa |
| Cayma                         | Jaime Chávez Flores      |                  | Juntos por el Desarrollo de Arequipa | Juan Carlos Linares Cama  |                  | Arequipa Avancemos                   |
| Cerro Colorado                | Benigno Cornejo Valencia |                  | Arequipa Avancemos                   | Manuel Vera Paredes       |                  | Arequipa, Tradición y Futuro         |
| Characato                     | Jorge Portilla Portilla  |                  | Juntos por el Desarrollo de Arequipa | Ángel Linares Portilla    |                  | Arequipa Renace                      |
| Chiguata                      | Peter Benavente Ramos    |                  | Arequipa Renace                      | Gladys Ticona Flores      |                  | Arequipa, Tradición y Futuro         |
| Jacobo Hunter                 | Walter Aguilar Vidal     |                  | Alianza para el Progreso             | Cristhian Arce Machaca    |                  | Juntos por el Desarrollo de Arequipa |
| José Luis Bustamante y Rivero | Paul Rondón Andrade      |                  | Arequipa Renace                      | Fredy Zegarra Black       |                  | Arequipa Avancemos                   |
| La Joya                       | Gilmar Luna Boyer        |                  | Arequipa Renace                      | Cristhian Cuadros Treviño |                  | Arequipa Avancemos                   |
| Mariano Melgar                | Percy Cornejo Barragán   |                  | Arequipa Avancemos                   | Óscar Ayala Arenas        |                  | Fuerza Arequipeña                    |
| Miraflores                    | Luis Aguirre Chávez      |                  | Partido Aprista Peruano              | Germán Torres Chambi      |                  | Arequipa, Tradición y Futuro         |
| Mollebaya                     | Jaime Tueros Ramos       |                  | Alianza para el Progreso             | Tito Zegarra Lajo         |                  | Arequipa Renace                      |
| Paucarpata                    | José Supo Condori        |                  | Alianza para el Progreso             | Marco Anco Huarachi       |                  | Arequipa, Tradición y Futuro         |
| Pocsi                         | Leibniz Cornejo Soto     |                  | Alianza para el Progreso             | Andrés Vilca Añari        |                  | Juntos por el Desarrollo de Arequipa |
| Polobaya                      | Luis Gonzáles Adrián     |                  | Arequipa Transformación              | Wenceslao Cabana Vilca    |                  | Arequipa, Tradición y Futuro         |
| Quequeña                      | Laura López Dávalos      |                  | Alianza para el Progreso             | Luis Núñez Saldivar       |                  | Fuerza Arequipeña                    |
| Sabandía                      | Vidal Gallegos Pinto     |                  | Fuerza Arequipeña                    | Víctor Pauca Calcina      |                  | Arequipa Avancemos                   |
| Sachaca                       | Emilio Díaz Pinto        |                  | Acción Popular                       | Renzo Salas Herrera       |                  | Arequipa Avancemos                   |
| San Juan de Siguas            | Elard Valencia Obando    |                  | Unidos por el Gran Cambio            | Bernabe Llosa Briceño     |                  | Acción Popular                       |
| San Juan de Tarucani          | Orlink Choque Velásquez  |                  | Arequipa Transformación              | Flor Choque Vilca         |                  | Arequipa, Tradición y Futuro         |
| Santa Isabel de Siguas        | Edy Sánchez Alegría      |                  | Arequipa Renace                      | Esmelin Pacheco Mena      |                  | Yo Arequipa                          |
| Santa Rita de Siguas          | Luis Zela Zela           |                  | Juntos por el Desarrollo de Arequipa | Fredy Lope Bautista       |                  | Arequipa Avancemos                   |
| Socabaya                      | Wuilber Mendoza Aparicio |                  | Arequipa Renace                      | Juan Muñoz Pinto          |                  | Arequipa Avancemos                   |
| Tiabaya                       | Miguel Cuadros Paredes   |                  | Fuerza Arequipeña                    | Nelson Delgado Dueñas     |                  | Yo Arequipa                          |
| Uchumayo                      | Víctor Quispe Velásquez  |                  | Acción Popular                       | Hardin Abril Velarde      |                  | Arequipa Avancemos                   |
| Vítor                         | Marco Apaza Cáceres      |                  | Juntos por el Desarrollo de Arequipa | José Huamani Chaupi       |                  | Somos Perú                           |
| Yanahuara                     | Roger Huerta Presbítero  |                  | Juntos por el Desarrollo de Arequipa | Sergio Bolliger Marroquín |                  | Arequipa Transformación              |
| Yarabamba                     | José Álvarez Málaga      |                  | Fuerza Arequipeña                    | Manuel Aco Linares        |                  | Juntos por el Desarrollo de Arequipa |
| Yura                          | Néstor Chicaña Nina      |                  | Fuerza Arequipeña                    | Mirtha Ruelas Casilla     |                  | Arequipa, Tradición y Futuro         |